# Polynôme de Bernoulli

Polynômes de Bernoulli

En mathématiques, les polynômes de Bernoulli apparaissent dans l'étude de beaucoup de fonctions spéciales et en particulier, la fonction zêta de Riemann ; des polynômes analogues, correspondant à une fonction génératrice voisine, sont connus sous le nom de  polynômes d'Euler.

## Définition
Les polynômes de Bernoulli sont l'unique suite de polynômes {\displaystyle \left(B_{n}\right)_{n\in \mathbb {N} }} telle que :
- {\displaystyle B_{0}=1}
- {\displaystyle \forall n\in \mathbb {N} ,B'_{n+1}=(n+1)B_{n}}
- {\displaystyle \forall n\in \mathbb {N} ^{*},\int _{0}^{1}B_{n}(x)dx=0}

## Fonctions génératrices
La série génératrice des polynômes de Bernoulli est 
{\displaystyle {\frac {te^{xt}}{e^{t}-1}}=\sum _{n=0}^{\infty }B_{n}(x){\frac {t^{n}}{n!}}}.
La série génératrice des polynômes d'Euler est 
{\displaystyle {\frac {2e^{xt}}{e^{t}+1}}=\sum _{n=0}^{\infty }E_{n}(x){\frac {t^{n}}{n!}}}.

## Les nombres d'Euler et de Bernoulli
Les nombres de Bernoulli sont donnés par {\displaystyle B_{n}=B_{n}(0)}.
Les nombres d'Euler sont donnés par {\displaystyle E_{n}=2^{2n}E_{2n}(1/2)}.

## Expressions explicites pour les petits ordres
| Les premiers polynômes de Bernoulli sont : {\displaystyle B_{0}(x)=1\,} {\displaystyle B_{1}(x)=x-{\frac {1}{2}}} {\displaystyle B_{2}(x)=x^{2}-x+{\frac {1}{6}}} {\displaystyle B_{3}(x)=x^{3}-{\frac {3}{2}}x^{2}+{\frac {1}{2}}x} {\displaystyle B_{4}(x)=x^{4}-2x^{3}+x^{2}-{\frac {1}{30}}} {\displaystyle B_{5}(x)=x^{5}-{\frac {5}{2}}x^{4}+{\frac {5}{3}}x^{3}-{\frac {1}{6}}x} {\displaystyle B_{6}(x)=x^{6}-3x^{5}+{\frac {5}{2}}x^{4}-{\frac {1}{2}}x^{2}+{\frac {1}{42}}} | Les quelques premiers polynômes d'Euler sont : {\displaystyle E_{0}(x)=1\,} {\displaystyle E_{1}(x)=x-{\frac {1}{2}}\,} {\displaystyle E_{2}(x)=x^{2}-x\,} {\displaystyle E_{3}(x)=x^{3}-{\frac {3}{2}}x^{2}+{\frac {1}{4}}\,} {\displaystyle E_{4}(x)=x^{4}-2x^{3}+x\,} {\displaystyle E_{5}(x)=x^{5}-{\frac {5}{2}}x^{4}+{\frac {5}{2}}x^{2}-{\frac {1}{2}}\,} {\displaystyle E_{6}(x)=x^{6}-3x^{5}+5x^{3}-3x\,} |

## Propriétés des polynômes de Bernoulli

### Différences
Les polynômes de Bernoulli et d'Euler obéissent à beaucoup de relations du calcul ombral utilisé par Édouard Lucas, par exemple.
{\displaystyle B_{n}(x+1)-B_{n}(x)=nx^{n-1}\,}
{\displaystyle E_{n}(x+1)+E_{n}(x)=2x^{n}\,}

### Dérivées
{\displaystyle B_{n}'(x)=nB_{n-1}(x)\,}
{\displaystyle E_{n}'(x)=nE_{n-1}(x)\,}

### Translations
{\displaystyle B_{n}(x+y)=\sum _{k=0}^{n}{n \choose k}B_{k}(x)y^{n-k}}
{\displaystyle E_{n}(x+y)=\sum _{k=0}^{n}{n \choose k}E_{k}(x)y^{n-k}}

### Symétries
{\displaystyle B_{n}(1-x)=(-1)^{n}B_{n}(x)}
{\displaystyle E_{n}(1-x)=(-1)^{n}E_{n}(x)}
{\displaystyle (-1)^{n}B_{n}(-x)=B_{n}(x)+nx^{n-1}}
{\displaystyle (-1)^{n}E_{n}(-x)=-E_{n}(x)+2x^{n}}

### Autres propriétés
{\displaystyle \forall n\in \mathbb {N} ,B_{n}(x)=2^{n-1}\left(B_{n}\left({\frac {x}{2}}\right)+B_{n}\left({\frac {x+1}{2}}\right)\right)}
{\displaystyle \forall p\in \mathbb {N} ,\forall n\in \mathbb {N} ,\sum _{k=0}^{n}k^{p}={\frac {B_{p+1}(n+1)-B_{p+1}(0)}{p+1}}}
Cette dernière égalité, déduite de la formule de Faulhaber, vient de l'égalité : {\displaystyle \int _{x}^{x+1}B_{n}(t)\,\mathrm {d} t=x^{n}} ou, plus simplement, de la somme télescopique
.

## Valeurs particulières
Les nombres {\displaystyle B_{n}=B_{n}(0)} sont les nombres de Bernoulli.
{\displaystyle \forall n>1,\quad B_{n}(0)=B_{n}(1)}
Les nombres de Bernoulli de rang impair différent de 1 sont nuls :
{\displaystyle \forall p\in \mathbb {N} ^{*}\quad B_{2p+1}(0)=B_{2p+1}(1)=0}
{\displaystyle \forall p\in \mathbb {N} \quad B_{2p+1}\left({\frac {1}{2}}\right)=0}
{\displaystyle \forall p\in \mathbb {N} \quad B_{2p}\left({\frac {1}{2}}\right)=\left({\frac {1}{2^{2p-1}}}-1\right)B_{2p}}

## Série de Fourier
La série de Fourier des polynômes de Bernoulli est aussi une série de Dirichlet, donnée par le développement :
{\displaystyle B_{n}(x)=-{\frac {n!}{(2\pi \mathrm {i} )^{n}}}\sum _{k\in \mathbb {Z}  \atop k\neq 0}{\frac {\mathrm {e} ^{2\pi \mathrm {i} kx}}{k^{n}}}=-n!\sum _{k=1}^{\infty }{\frac {\mathrm {e} ^{2\pi \mathrm {i} kx}+(-1)^{n}\mathrm {e} ^{-2\pi \mathrm {i} kx}}{(2\pi \mathrm {i} k)^{n}}}=-2\,n!\sum _{k=1}^{\infty }{\frac {\cos \left(2k\pi x-{\frac {n\pi }{2}}\right)}{(2k\pi )^{n}}}},
valide seulement pour 0 ≤ x ≤ 1 lorsque n ≥ 2 et pour 0 < x < 1 lorsque n = 1. 
C'est un cas particulier de la formule de Hurwitz.